# Дом Чёрного кота
Палаццо дель Гатто Неро (итал. La Casa del gatto nero) — значимый пример стиля Либерти в Милане. Это здание, как и другие аналогичные, использует цветовой контраст различных материалов в своих архитектурных и декоративных элементах. Украшают архитектуру три пары женских фигур, нарисованных Освальдо Биньями, и кованые элементы, выполненные Алессандро Маццукотелли. Мадзукотелли, помимо оформления балконов, окон и разнообразных фризов, добавил особую деталь — кошку с хвостом, обвившим решётку на уровне тротуара, что отражает чувство юмора и изысканные вкусы той эпохи.
Отличительной чертой здания является фриз над входной дверью, на котором стилизованные буквы образуют подпись архитектора Энрико Дзанони.
Шесть женских фигур украшают третий этаж здания, придавая фасаду дополнительную выразительность.
Построенное в 1886 году, здание было спроектировано архитектором Энрико Дзанони, также известным по другим подобным работам в Милане, таким как:
- Casa Cavenago на Корсо Лоди 11, ещё один пример контраста между материалами, такими как камень, обнажённый кирпич и штукатурка, украшенный фресками, например, на доме по Via Tasso 8.

Семья Дзанони до сих пор владеет этим зданием. В 2022 году архитектором Гаэтано Радиче Фоссати было проведено консервативное восстановление дворца.
Дизайн Алессандро Мадзукотелли включает в себя кованые декоративные элементы, среди которых особенно выделяется металлическая фигура кошки. Легенда гласит, что у кошки был также мышонок, который ныне утрачен. Стилизованные буквы, вырезанные на фризе над входной дверью, формируют имя «ZANONI», подпись архитектора. По бокам также вырезаны номер и 43.